# Frankie Kazarian
Frank B. Gerdelman (* 4. August 1977 in Palm Springs, Kalifornien) ist ein US-amerikanischer Wrestler, der zurzeit regelmäßig unter seinem Ringnamen Frankie Kazarian in den Shows von All Elite Wrestling auftritt.

## Karriere

### Independent (1998–2003)
Gerdelman begann im Jahr 1998 seine Karriere und war in der Zeit als Wrestler in der Independentszene tätig. Dort wurde er unter anderem mit seinem Tag-Team-Partner Nova als Evolution bekannt und holte mit seinem Partner mehrmals die Tag Team Titel in verschiedenen Promotions, wie zum Beispiel bei Ultimate Pro Wrestling. Am 30. August 2003 wurde er der erste PWG Champion der Geschichte.

### Total Nonstop Action Wrestling (2003–2005)
Im Sommer 2003 debütierte Gerdelman bei Total Nonstop Action Wrestling. Nach mehrmonatiger Abstinenz gewann er am 31. März 2004 zum ersten von bisher fünf Malen die TNA X Division Championship, verlor den Titel aber im Juni des gleichen Jahres an AJ Styles. Nur kurze Zeit später gewannen Gerdelman und sein damaliger Partner Michael Shane gemeinsam von Styles die TNA X Division Championship und waren gleichzeitig Träger des Titels für Einzelwrestler. Am 11. August 2004 verloren sie den Titel an Petey Williams.

### WWE (2005)
Nach Auftritten in der Tag-Team-Division mit Shane verließ Gerdelman am 25. Februar 2005 TNA und wechselte zu World Wrestling Entertainment. Dort debütierte er in der Show WWE Velocity am 16. Juli 2005 und war in den folgenden Wochen unbesiegt. Trotzdem verließ er bereits wieder am 13. August 2005 auf eigenen Wunsch die WWE.

### Rückkehr zu Total Nonstop Action Wrestling (2006–2014)
Gerdelman kehrte daraufhin zurück in die Independentszene, ehe er im Juli 2006 wieder zu TNA zurückkehrte. Am 15. April 2008 bei TNA iMPACT! gewann er zusammen mit Super Eric die TNA World Tag Team Championship. Der Titel wurde ihnen jedoch noch am gleichen Abend aberkannt.
Nach mehreren Versuchen Titel zu erlangen, nahm Gerdelman ab Dezember 2008 den Charakter des maskierten Suicide an, dessen Rolle zeitweise Christopher Daniels übernahm, da er sich verletzte und mehrere Wochen ausfiel. Dabei erhielt Suicide am 13. März 2009 bei Destination X die TNA X Division Championship. Der Titelverlust an Homicide folgte am 25. Juni 2009. Der letzte Auftritt als Suicide war am 11. Februar 2010.
Eine Woche später kehrte er als Kazarian zurück und gewann bei Lockdown am 18. April 2010 zum vierten Mal den X-Division-Titel. Bei Sacrifice am 16. Mai 2010 verlor er den Titel wieder an Douglas Williams. In der Folgezeit wurde Gerdelman Mitglied der Gruppierung Fortune. Bei Genesis am 9. Januar 2011 besiegte er Jay Lethal und holte sich zum bis dato letzten Mal den X-Division-Titel. Am 16. Mai 2011 verlor Gerdelman den Titel an Abyss.
Bei Sacrifice am 13. Mai 2012 gewann er mit Christopher Daniels von Magnus und Samoa Joe zum zweiten Mal die TNA World Tag Team Championship. Am 10. Juni 2012 bei Slammiversary X verloren sie den Titel an AJ Styles und Kurt Angle, gewannen ihn jedoch bei Impact Wrestling am 28. Juni 2012 zurück. Bei Bound for Glory am 14. Oktober 2012 verloren sie die Tag Team-Titel an Chavo Guerrero und Hernandez. Im April 2014 verließ Gerdelman TNA.

### Ring of Honor (2014–2018)
Im Juni 2014 gab Gerdelman sein Debüt für Ring of Honor. Gemeinsam mit Christopher Daniels erhielt er am 4. April 2015 die ROH World Tag Team Championship von Bobby Fish und Kyle O’Reilly. Sie verloren den Titel am 18. September 2015 an Matt Taven und Michael Bennett. Ein zweites Mal gewannen sie den Titel am 9. Mai 2016 von Hanson und Ray Rowe. Die Regentschaft endete am 30. September 2016 mit einer Niederlage an The Young Bucks. Am 9. März 2018 durften Gerdelman und Christopher Daniels gemeinsam mit Scorpio Sky als SoCal Uncensored die ROH World Six-Man Tag Team Championship von The Young Bucks und Hangman Page gewinnen. Sie gaben den Titel am 9. Mai 2018 Matt Taven, TK O’Ryan und Vinny Marseglia ab. Mit Scorpio Sky durfte Gerdelman seine dritte ROH World Tag Team Championship gewinnen. Sie erhielten den Titel am 14. Oktober 2018 von The Young Bucks und verloren ihn am 14. Dezember 2018 an Jay Briscoe und Mark Briscoe. Am darauffolgenden Tag gab Gerdelman seinen letzten Auftritt für Ring of Honor.

### All Elite Wrestling (seit 2019)
Im Januar 2019 wurde Gerdelman als einer der ersten Wrestler der neu gegründeten Promotion All Elite Wrestling bestätigt. Sein Debütmatch beim ersten AEW-Event Double or Nothing am 25. Mai 2019 durfte er gemeinsam mit Christopher Daniels und Scorpio Sky gegen CIMA, El Lindaman und T-Hawk gewinnen. In der Dynamite-Ausgabe vom 30. Oktober 2019 wurden Gerdelman und Scorpio Sky die ersten Titelträger der AEW World Tag Team Championship, als sie das Turnierfinale um den neu eingeführten Titel gegen The Lucha Brothers (Rey Fenix und Pentagon Jr.) gewinnen durften. Den Titel verloren sie am 21. Januar 2020 an Adam Page und Kenny Omega.

## Titel
- All Elite Wrestling

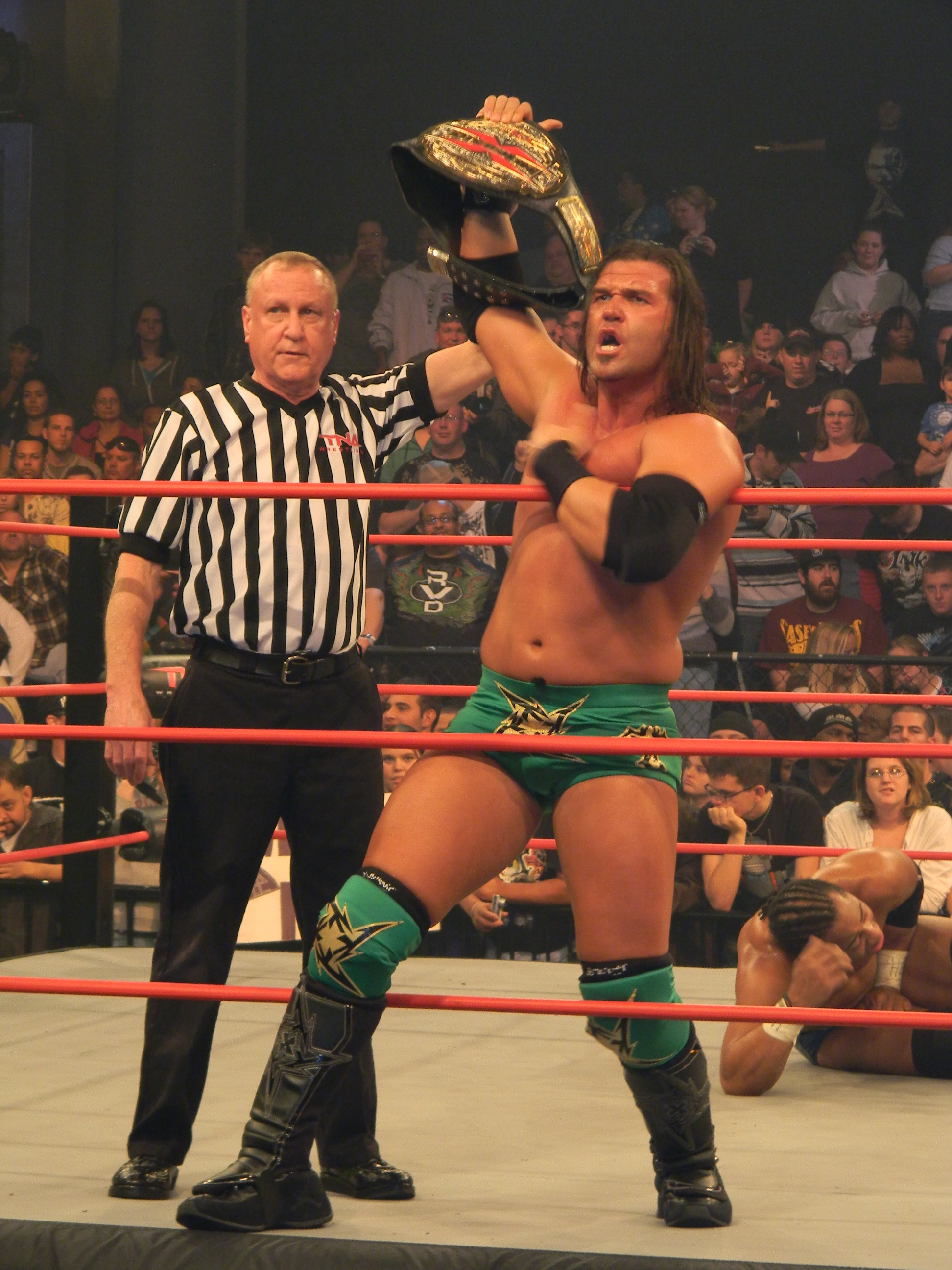
Kazarian als TNA X Division Champion im Januar 2011.

  - 1× AEW World Tag Team Championship (mit Scorpio Sky)

- Big Time Wrestling
  - 1× BTW Tag Team Champion (mit Jason Styles)

- California Wrestling Coalition
  - 1× CWC Heavyweight Champion
  - 1× CWC Tag Team Champion (mit Iron Eagle)

- Dramatic Dream Team
  - 1× DDT Iron Man Heavy Metal Championship (mit Christopher Daniels)

- East Coast Wrestling Alliance
  - 1× ECWA Tag Team Champion (mit Nova)

- Empire Wrestling Federation
  - 1× EWF Heavyweight Champion
  - 1× EWF Tag Team Champion (mit Josh Galaxy)

- International Wrestling Coalition
  - 1× IWC United States Champion

- Jersey All Pro Wrestling
  - 1× JAPW Light Heavyweight Champion
  - 1× JAPW New Jersey State Champion

- Millennium Pro Wrestling
  - 1× MPW Heavyweight Champion

- Phoenix Championship Wrestling
  - 1× PCW Television Champion
  - 1× PCW Tag Team Champion (mit Nova)

- Pro Wrestling Guerrilla
  - 2× PWG Champion

- Ring of Honor
  - 3× ROH World Tag Team Championship (2× mit Christopher Daniels und 1× mit Scorpio Sky)
  - 1× ROH World Six-Man Tag Team Championship (mit Christopher Daniels und Scorpio Sky)

- Total Nonstop Action Wrestling
  - 3× TNA World Tag Team Champion (1× mit Eric Young/Super Eric und 2× Christopher Daniels)
  - 5× TNA X Division Champion

- Ultimate Pro Wrestling
  - 1× UPW Lightweight Champion
  - 1× UPW Tag Team Champion (mit Nova)

- United States Xtreme Wrestling
  - 1× UXW Xtreme Champion

- West Coast Wrestling Alliance
  - 1× WCWA Heavyweight Champion